# Pentax Corporation
Pentax Corporation (ペンタックス株式会社 Pentakkusu Kabushiki-gaisha?) o actualmente Pentax Ricoh Imaging Company, Ltd. (TYO: 7750) es una empresa óptica japonesa especializada en la fabricación de equipo fotográfico (cámaras y ópticas), telescopios, óptica deportiva y equipamiento médico. La compañía se fusionó con Hoya Corporation el 31 de marzo de 2008. Actualmente, Pentax es una división de negocio y marca de Pentax Ricoh Imaging Company Ltd. Pentax es, históricamente, una marca especialmente importante en el desarrollo de la fotografía, siendo la empresa que introdujo el pentaprisma y su contribución fue básica en el desarrollo de los sistemas con autofoco, dos elementos esenciales de cualquier cámara réflex, tal como la entendemos hoy en día.

## Historia

### Primeros años

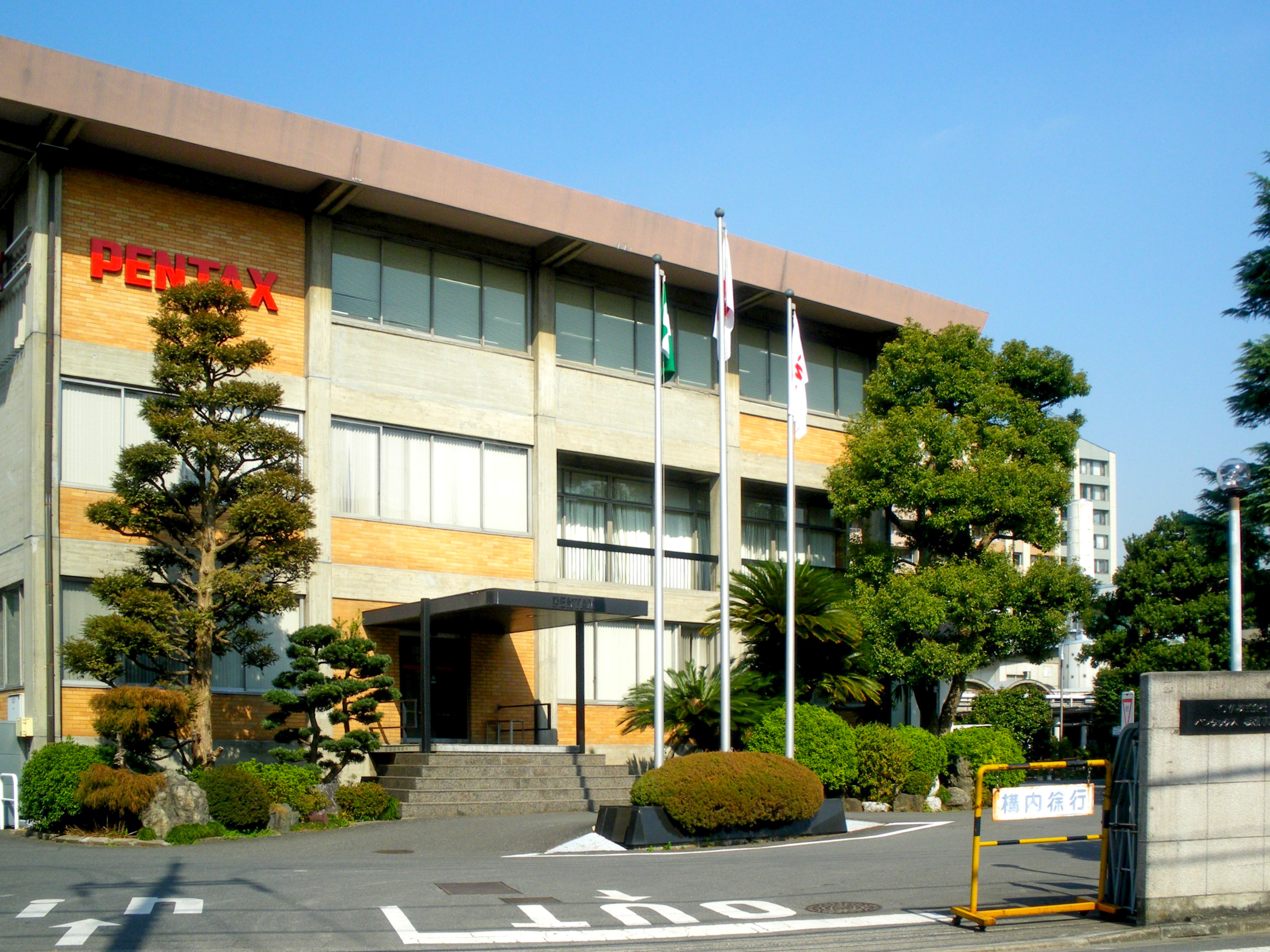
Sede de Pentax en Tokio hasta su fusión con Hoya Corporation.

La compañía fue fundada en noviembre de 1919 como Asahi Optical Joint Stock Co. (旭光学工業合資会社 Asahi Kōgaku Kōgyō Gōshi-gaisha?) por Kumao Kajiwara, en una tienda en la Toshima, suburbio de Tokio, y comenzó a producir lentes .
En 1938 cambió su nombre por el de Asahi Optical Co., Ltd. (旭光学工業株式会社 Asahi Kōgaku Kōgyō Kabushiki-gaisha?), momento en el que empezaron a producir lentes para cámaras fotográficas, y de cine. Antes y durante la Segunda Guerra Mundial la empresa se volcó en la producción de los equipos ópticos de precisión que la maquinaria de guerra japonesa precisaba para la guerra.

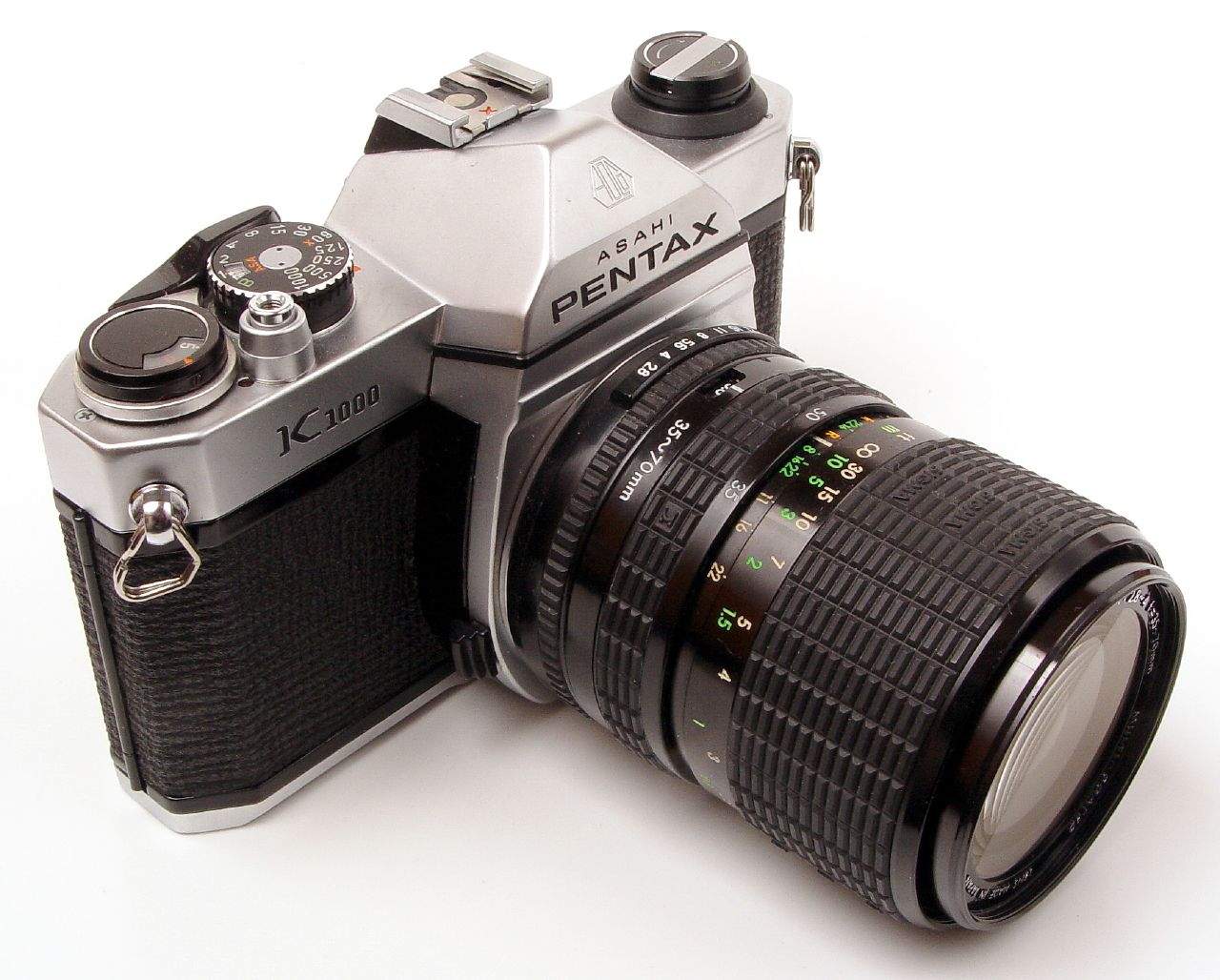
Pentax K1000 de 35mm.

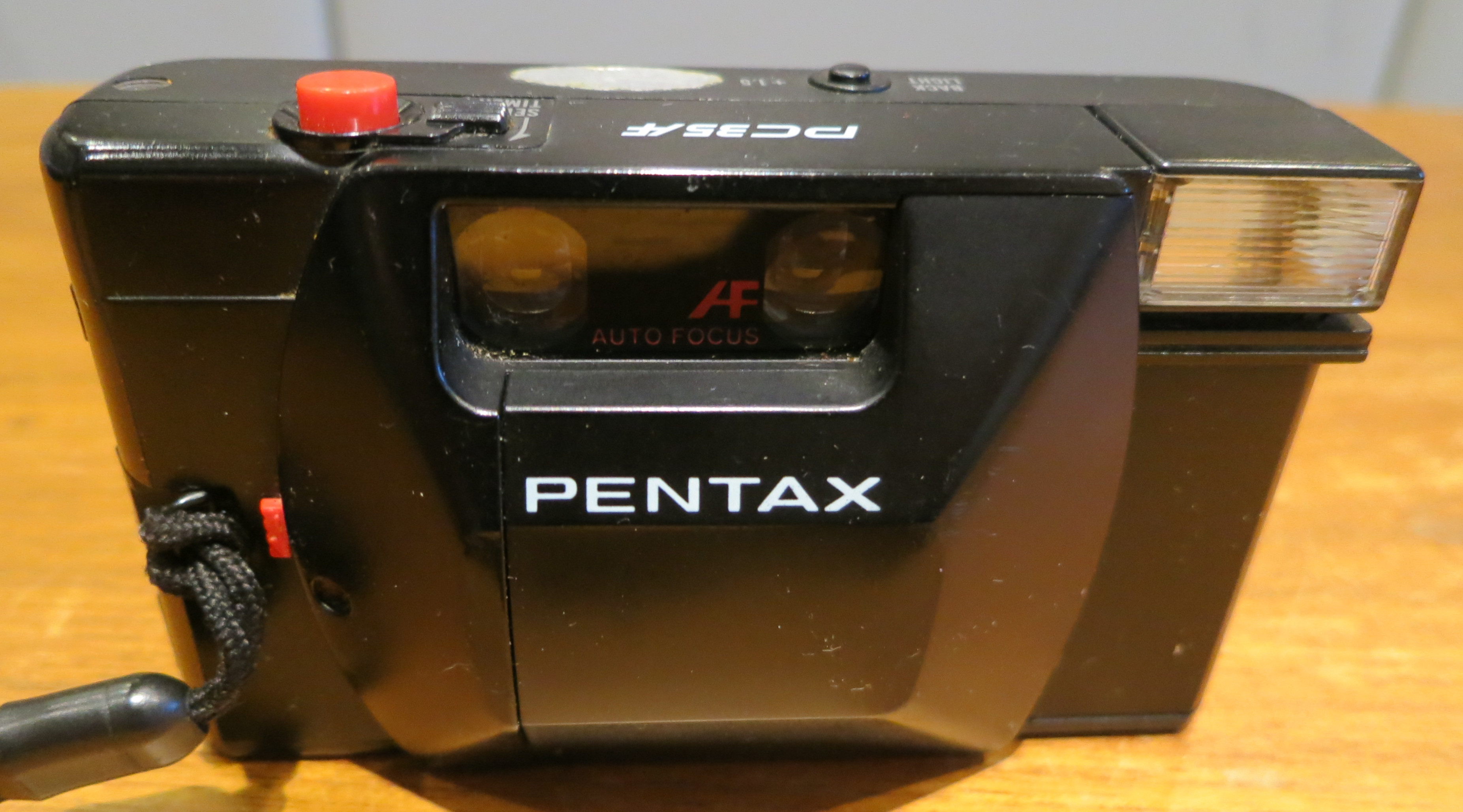
Pentax PC35AF

Una vez acabó la guerra, la empresa fue disuelta por los vencedores, no permitiendo la reaparición de la misma hasta 1948. En ese momento, Asahi Optical retomó sus actividades anteriores a la guerra, comercializando binoculares, y lentes para cámaras de otros fabricantes como Konica-Minolta.

### Desde los años 50 hasta 2007
El inicio de la década de los 50 marca el regreso de los japoneses a la industria fotográfica, devolviéndola a niveles anteriores a la Segunda Guerra Mundial. Las fuerzas de ocupación aliadas en suelo japonés se convertirían en el principal cliente de esta industria al gozar de un poder adquisitivo mucho mayor que el ciudadano medio japonés.
La guerra de Corea marcará también este impulso de la industria fotográfica japonesa al quedar sorprendidos los periodistas occidentales que cubrían el conflicto de la gran calidad de las ópticas producidas por fabricantes nipones como Canon, Nikon o la propia Asahi Optical, para sus cámaras telemétricas Leica.
En 1952 la empresa lanzó su primera cámara fotográfica, la Asahiflex, convirtiéndose en la primera cámara SLR de Japón, patentando el pentaprisma que hoy en día emplean todas las cámaras SLR del mundo. Precisamente de esta patente del pentaprisma deriva el nombre de PENTAX. Desde 1957, la empresa sería conocida a nivel mundial como Asahi Pentax.
En 2002 adoptó el que es su actual nombre: Pentax Corporation. En la actualidad, Pentax es uno de los líderes del sector, comercializando binoculares, cámaras fotográficas, lentes, y otros accesorios y equipos ópticos. En 2004 contaba con 6000 empleados en todo el mundo.

### Fusión con Hoya Corporation
En diciembre de 2006 dio comienzo el proceso de fusión de Pentax con la Hoya Corporation para formar Hoya Pentax HD Corporation. El objetivo principal del gigante Hoya era fortalecer su división de equipamiento óptico médico gracias a las tecnologías de Pentax en el sector y su experiencia en el ámbito de endoscopios, lentes intraoculares, lupas quirúrgicas o cerámicas biocompatibles. Mientras se realizaban las negociaciones se especulaba con la posible desaparición de la división fotográfica de Pentax.
Un canje de acciones debía completarse antes del 1 de octubre de 2007, pero el proceso fue cancelado el 11 de abril de 2007. El Presidente de Pentax Corporation Fumio Urano dio marcha atrás en la fusión y su puesto fue asumido por Takashi Watanuki, que también se había mostrado opuesto a la fusión con Hoya. Sin embargo, a pesar de la postura inicial de Watanuki, el 16 de mayo Hoya hacía público un comunicado en el que comunicaba que Pentax había aceptado una oferta de fusión con condiciones. La dirección de Pentax se vio obligada a aceptar la oferta de Hoya por presiones de sus principales accionistas, fundamentalmente Sparx Asset Management.
El 6 de agosto de 2007 Hoya concretó una oferta pública amistosa por el 90,58% de Pentax Corporation, y el 14 del mismo mes se convertía en una filial consolidada de Hoya Corporation.

### Pentax Ricoh Imaging Company
El fabricante japonés de objetivos Hoya Corporation notificó el 1 de julio de 2011, la venta de su negocio de cámaras Pentax al fabricante de impresoras y copiadoras Ricoh, en un acuerdo, según el diario Nikkei business daily, de alrededor de diez mil millones de yenes (US$ 124.200.000). El 29 de julio de 2011, Hoya Pentax transfirió su negocio de "sistemas de imágenes" a una filial de reciente creación llamada Pentax Imaging Corp. El 1 de octubre de 2011, Ricoh adquirió todas las acciones de Pentax Imaging Corp. y renombró la nueva filial Pentax Ricoh Imaging Company, Ltd. Hoya seguirá utilizando la marca Pentax para su gama de productos médicos, como son los endoscopios.